# James C. F. Huang

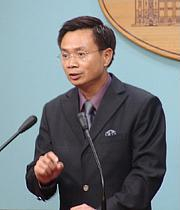
James C. F. Huang, 1. September 2006.

James Chih-fang Huang (chinesisch 黃志芳 / 黄志芳, Pinyin Huáng Zhìfāng, W.-G. Huáng Chìh-fāng, Pe̍h-ōe-jī N̂g Chì-phang; * 14. September 1958 in Tainan, Taiwan) ist ein taiwanischer Politiker.

## Leben
Huang studierte an der Nationaluniversität Taiwan. Er wurde am 25. Januar 2006 als Nachfolger von Mark Chen Außenminister von Taiwan. Sein Nachfolger in diesem Amt ist seit dem 20. Mai 2009 Francisco Ou. Huang trat als Außenminister infolge eines gescheiterten diplomatischen Versuches, mit dem Staat Papua-Neuguinea diplomatische Beziehungen aufzunehmen, zurück.

## Auszeichnungen
- 2006: Order of the Republic of The Gambia, Stufe Commander (CRG Honorary)[2]